# Agriothera meyricki
Agriothera meyricki är en fjärilsart som beskrevs av Sigeru Moriuti 1978. Agriothera meyricki ingår i släktet Agriothera och familjen bronsmalar. Inga underarter finns listade i Catalogue of Life.